# Kronisk lymfatisk leukemi
Kronisk lymfatisk leukemi (KLL) utgår från en B-cell i lymfatiska systemet och är ännu att betrakta som obotbar cancersjukdom. Det är ibland svårt att skilja KLL från andra lågmaligna lymfom av typen Non-Hodgkin, dit KLL också räknas. Orsaken till KLL är okänd. Vad gäller riskfaktorer kan nämnas hög ålder samt manligt kön. Sjukdomsförloppet vid KLL är mycket varierande, hela 85% av patienterna i Sverige diagnosticeras i lugnt skede och behöver då ingen behandling. På sikt utvecklar dock mer än hälften behandlingsbehov. 

## Diagnos
KLL upptäcks ofta av en slump då patienten lämnar ett rutinmässigt blodprov. Ett överflöd av lymfocyter i blodet är första ledtråden och föranleder vidare undersökning med morfologi och flödescytometri. Dessa undersökningar kan göras på vanligt blodprov. Benmärgsprov behövs således inte för att ställa diagnosen KLL, men rekommenderas starkt inför start av behandling. Andra analyser som görs inför start av behandling är bestämning av så kallad IGHV-status samt FISH och i vissa fall sekvensering av TP53-genen.
De flesta nydiagnosticerade KLL-patienter har som nämns ovan inga kliniska symptom alls. Andra uppvisar feber, nattsvettningar, förstorade lymfkörtlar/ mjälte, återkommande infektioner, viktnedgång och aptitförlust. Dessa symtom kan utgöra behandlingsindikation.

## Behandling
Kronisk lymfatisk leukemi anses obotbar, men sjukdomen förvärras långsamt i de flesta fall. Många med KLL lever helt normala och aktiva liv i många år. Regelbunden kontroll av blodprover och läkarbesök brukar fungera bra i detta stadium. Beslutet att starta behandla KLL tas då patientens blodbild och/eller kliniska symtom tilltar. Val av behandling styrs av patientens ålder, samsjuklighet, men även IGHV-status och cytogentiska markörer. Ofta kombinerar man då immunologisk behandling med traditionell cytostatika i någon form. I sällsynta fall kan allogen benmärgstransplantation komma ifråga.

## Prognos
Vid KLL behöver man oftast inte sätta in behandling omedelbart efter att ha ställt diagnos - det kan till och med ta många år innan det blir nödvändigt. Överlevnaden vid KLL är starkt kopplad till ålder, kön och behandlingsbehov. Varför kvinnor har en något bättre prognos är dock ännu oklart.  